# Caligus chorinemi
Caligus chorinemi är en kräftdjursart som beskrevs av Henrik Nikolai Krøyer 1863. Caligus chorinemi ingår i släktet Caligus och familjen Caligidae. Inga underarter finns listade i Catalogue of Life.